# Kłomino (przystanek kolejowy)
Kłomino – zlikwidowany w 1945 roku przystanek osobowy w Nadarzycach, w gminie Jastrowie, w powiecie szczecineckim, w województwie zachodniopomorskim, w Polsce.